# Tisno
Tisno es un municipio de Croacia en el condado de Šibenik-Knin.

## Geografía
Se encuentra a una altitud de 4 m s. n. m. a 333 km de la capital nacional, Zagreb.

## Demografía
En el censo 2011 el total de población del municipio fue de 3 094 habitantes, distribuidos en las siguientes localidades:
- Betina - 697
- Dazlina - 45
- Dubrava kod Tisna - 179
- Jezera - 886
- Tisno - 1 287

| Gráfica de población de Tisno 1857-2011                             |
|                                                                     |
| Según los censos de población de la oficina estadística de Croacia. |